# William Charles Macready
William Charles Macready (Londra, 3 marzo 1793 – Londra, 27 aprile 1873) è stato un attore teatrale e impresario teatrale inglese.

## Biografia
Dopo aver frequentato la Rugby School desiderava andare ad Oxford, ma dal 1809 dovette aiutare suo padre per i lavori teatrali. Il 7 giugno 1810 ci fu la sua prima partecipazione ad uno spettacolo teatrale: interpretò Romeo al Birmingham. Fu attore al Royal Opera House (all'epoca chiamato Covent Garden) dal 16 settembre 1816 (la prima partecipazione fu un adattamento di un'opera di Ambrose Philips), Fra le tante altre interpretazioni si segnala quella del 1829 dove fu Otello al Warwick.
Fu attore e poi impresario che intraprese la via del palco solo come ripiego, rivelandosi poi ottimo attore più che gestore. A Macready va il merito di aver compreso l'importanza dell'unità teatrale secondo la quale tutto l'ensemble artistico e tecnico del teatro doveva cooperare e lavorare assieme per il raggiungimento del miglior risultato possibile. Istituì severe prove d'insieme e viene considerato tra gli antesignani della figura del regista teatrale moderno. Dal punto di vista del lavoro scenico, perseguì l'ideale della correttezza filologica dei costumi di scena e del recupero degli originali testi shakespeariani, eliminando dalle sue rappresentazioni ogni edulcorazione o adattamento degli originali.
Suo figlio fu il famoso generale Nevil Macready, valente personaggio chiave nelle guerre tra fine Ottocento ed inizio Novecento.